# Università degli Studi di Brescia
L'Università degli Studi di Brescia è un'università statale italiana fondata nel 1982.

## Storia
L'Università degli Studi di Brescia venne istituita con la legge n. 590 del 1982. Nel gennaio del 1983 il presidente dell'Eulo Bruno Boni sottoscriveva l'atto formale di intesa con la nuova Università degli studi di Brescia, impegnandosi ad anticipare le spese di gestione e di investimento necessarie. L'Ateneo era nell'occasione rappresentato da Attilio Gastaldi, presidente del comitato tecnico amministrativo che resse l'ente fino al dicembre 1983, prima di essere sostituito dal consiglio di amministrazione, la cui prima seduta si tenne nel febbraio 1984.
Nel novembre 1983 fu nominato il primo rettore, Augusto Preti, che mantenne l'incarico per ventisette anni. L'opzione per la sede bresciana di alcuni docenti ordinari provenienti da Parma e da Milano aveva permesso subito l'avvio autonomo delle facoltà di medicina e ingegneria; diversamente la facoltà di economia venne retta per circa due anni da un comitato ordinatore presieduto da Innocenzo Gasparini. Nel 1996 fu istituita la facoltà di giurisprudenza.

## Identità visiva
Il sigillo di ateneo, ad opera di Fabrizio Senici, è stato creato nel 1985 prendendo spunto da una xilografia del XV secolo di Bartolomeo Miniatore. L'immagine in forma circolare commemora la città mediante alcuni dei monumenti storici che la caratterizzano: il castello sulla sommità del colle Cidneo, il palazzo della Loggia, la torre dell'Orologio, il Duomo nuovo, la torre del Broletto, il Duomo vecchio e le antiche mura con due porte. Nella parte superiore del sigillo, seguendo la forma circolare, è riportata la denominazione ufficiale in lingua latina dell'università: Universitas·Studiorum·Brixiæ.
Il logo, depositato il 4 settembre 2009 e registrato il 30 novembre 2010, riprende i tratti del sigillo precedente con l'apposizione della scritta "Università degli Studi di Brescia", realizzata con il carattere Avenir.

## Struttura
In accordo con il comune di Brescia si scelse di posizionare le sedi di medicina e ingegneria a nord della città, presso gli Spedali Civili, in nuovi edifici costruiti appositamente. La sede della macro area di medicina e chirurgia trova posto in viale Europa, mentre la sede della macro area di ingegneria è situata in via Branze; a queste due macro aree afferiscono due biblioteche condivise.
Economia e giurisprudenza sorgono invece nel centro della città, nell'area dell'ex convento di San Faustino, sede degli uffici generali di segreteria. L'area del dipartimento di economia è collocata, dal 2001, negli edifici del complesso dell'ex monastero di Santa Chiara, siti nell'omonima contrada; nel 2006 vi si aggiunsero i laboratori informatici, ospitati nell'ex cinema Brixia di via San Faustino. Il dipartimento di giurisprudenza si trova, dal 1999, presso palazzo Calini ai Fiumi in via San Faustino. Nel palazzo delle Mercanzie in corso Mameli si trovano ulteriori aule (fra le quali quella intitolata a Giovanni Falcone e Paolo Borsellino) e studi dei docenti di giurisprudenza. Nel 2007 è stata inaugurata la nuova biblioteca interfacoltà di economia e giurisprudenza in vicolo dell'Anguilla, presso l'ex convento di Santa Maria del Carmine. Il rettorato ha sede presso il prestigioso palazzo Martinengo Palatini situato in piazza del Mercato, mentre altri uffici dell'ateneo sono collocati presso palazzo Bettoni in via Gramsci. Nello stesso anno, all'interno di tutte le sedi dell'ateneo, è stata attivata la rete wireless per gli studenti.

### Dipartimenti
1. Economia e management
2. Giurisprudenza
3. Ingegneria civile, architettura, territorio, ambiente e matematica
4. Ingegneria dell'informazione
5. Ingegneria meccanica e industriale
6. Medicina molecolare e traslazionale
7. Scienze cliniche e sperimentali
8. Specialità medico-chirurgiche, scienze radiologiche e sanità pubblica

### Centri di Ateneo
1. Centro universitario di studio e ricerca documentazione, informazione e formazione sul farmaco (D.I.F.F.)
2. Centro per lo studio del trattamento dello scompenso cardiaco (CEST-SC)
3. Centro studi diagnosi e cura dell'ipertensione arteriosa e del rischio cardiovascolare (IARC)
4. Centro per lo studio delle immunodeficienze "Mario di Martino"
5. Centro per l'assistenza intensiva di bambini trapiantati "Bruno e Anna Beccaria"
6. Centro di studio e ricerca sulla salute della donna "Camillo Golgi"
7. Centro di studio e di ricerca di bioetica
8. Centro universitario interdipartimentale di ricerca sull'adattamento e rigenerazione tissutale e d'organo (ARTO)
9. Centro di studio per la diagnosi e la cura delle neoplasie endocrine e delle malattie della tiroide (NET)
10. Centro universitario interdipartimentale di ricerca di modelli integrati di studio per la tutela della salute e la prevenzione negli ambienti di vita e di lavoro (MISTRAL)
11. Centro di studio e ricerca di sismologia applicata e dinamica strutturale (CeSiA)

### Collegamenti e sedi
Metropolitana di Brescia – fermata Europa
- Macroarea di medicina e chirurgia (viale Europa)
- Macroarea di ingegneria (via Branze)

 Metropolitana di Brescia – fermata San Faustino
- Macroarea di economia (via San Faustino e contrada Santa Chiara)
- Macroarea di giurisprudenza (via San Faustino e corso Mameli)
- Segreterie studenti (via San Faustino)
- Scuola di specializzazione per le professioni legali (SSPL) – Palazzo Calini ai Fiumi (via delle Battaglie)[15]

 Metropolitana di Brescia – fermata Vittoria
- Rettorato e uffici amministrativi – Palazzo Martinengo Palatini (piazza del Mercato)
- Uffici amministrativi – Palazzo Bettoni Cazzago (via Antonio Gramsci)

### Casa editrice
Brixia University Press nacque nel 2012 come marchio grazie alla collaborazione dell'università con Editrice La Scuola; il passo successivo fu l'istituzione, tra il 2016 e il 2017, di una propria casa editrice in seno all'ateneo.

## Rettori
- Augusto Preti[4] (1983-2010)
- Sergio Pecorelli (2010-2016)
- Maurizio Tira[21][22] (2016-2022)
- Francesco Castelli[23][24][25] (dal 2022)

## Galleria d'immagini

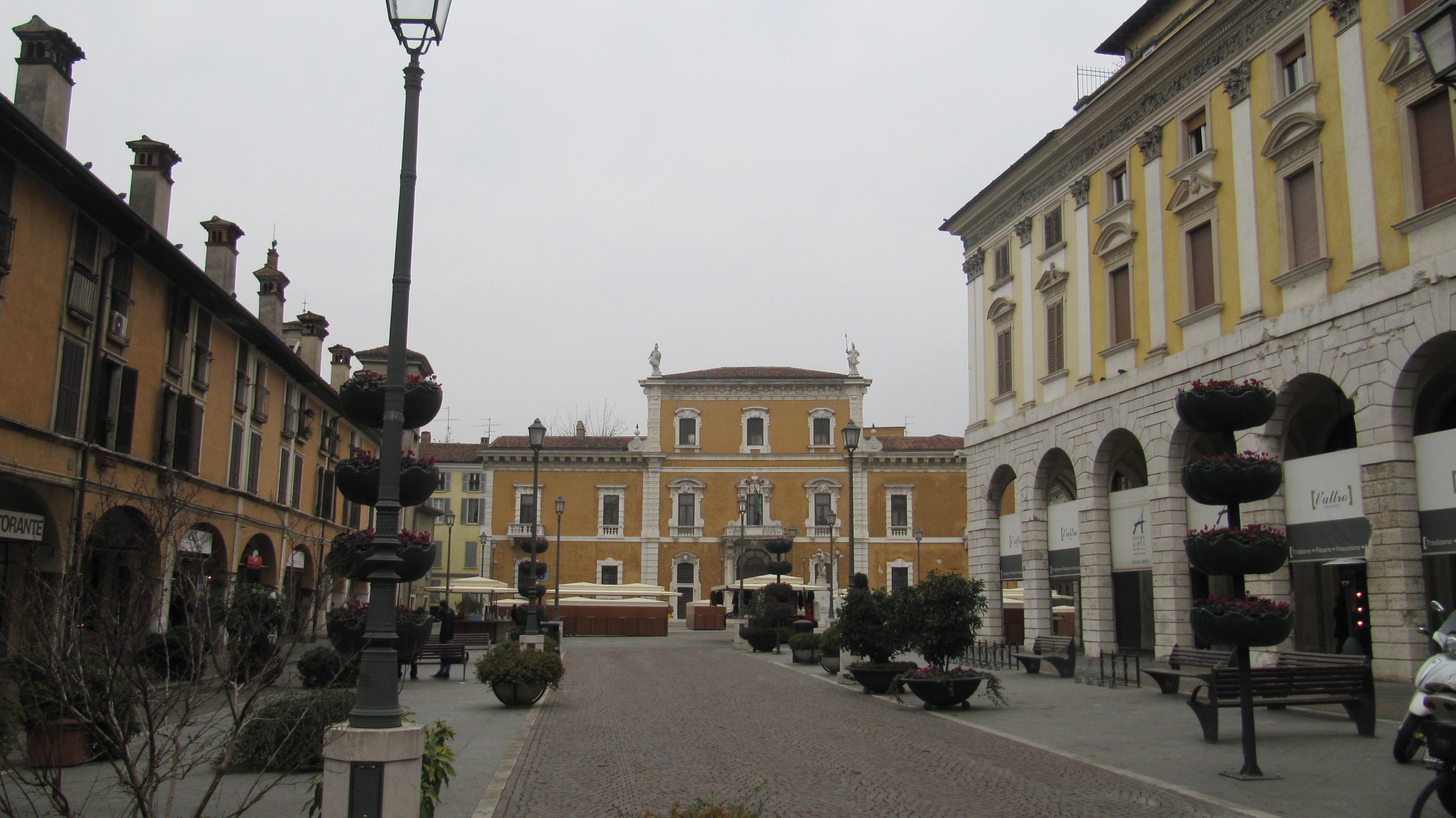
Piazza del Mercato, sullo sfondo il palazzo del rettorato.
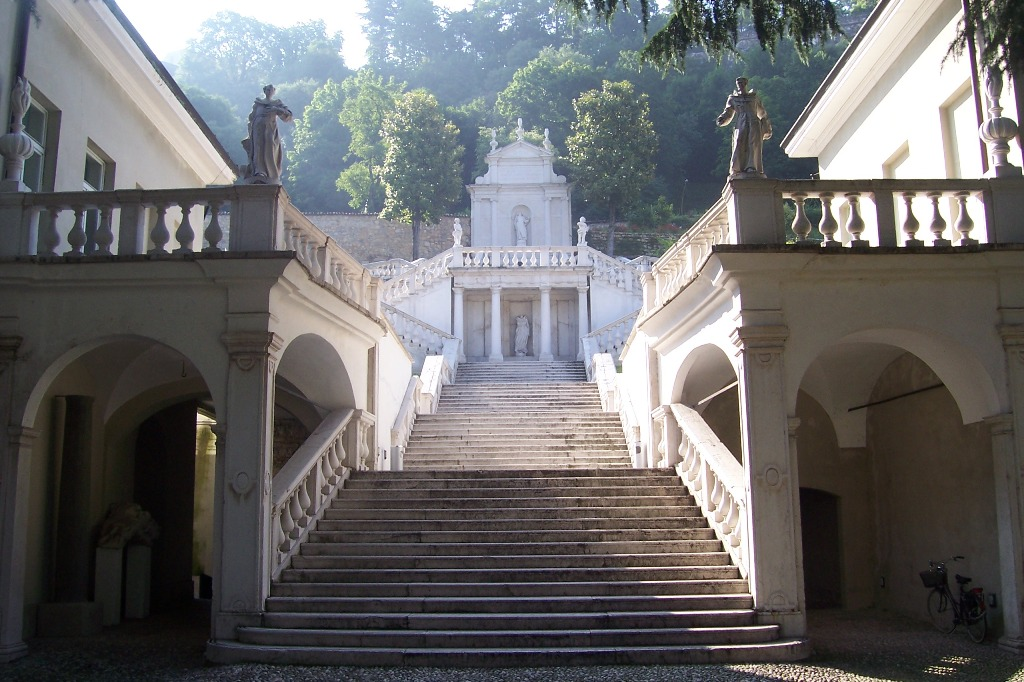
La facoltà di economia.
Palazzo delle Mercanzie, sede del dipartimento di giurisprudenza.
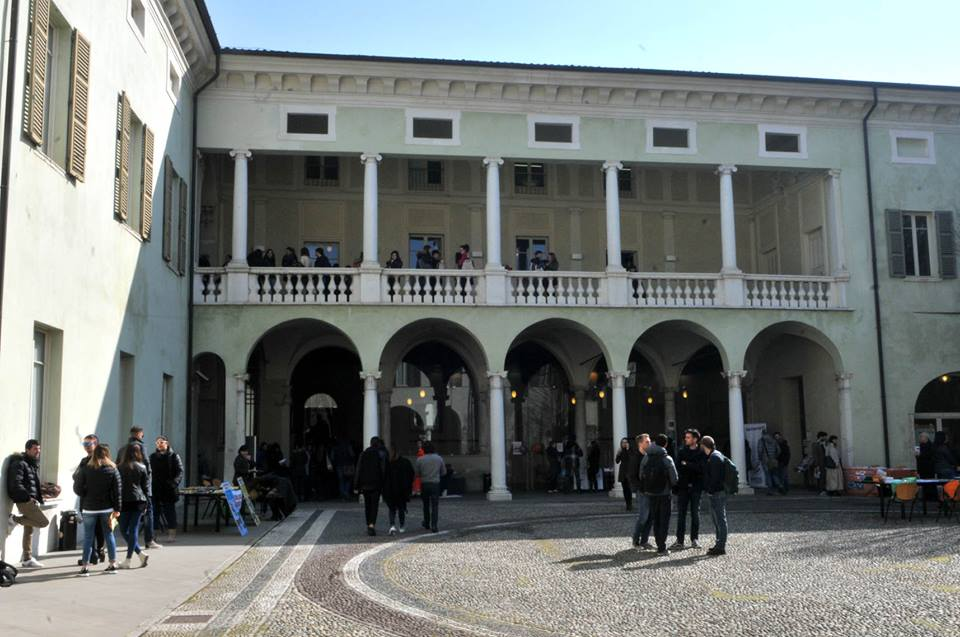
Scorcio interno del dipartimento di giurisprudenza.
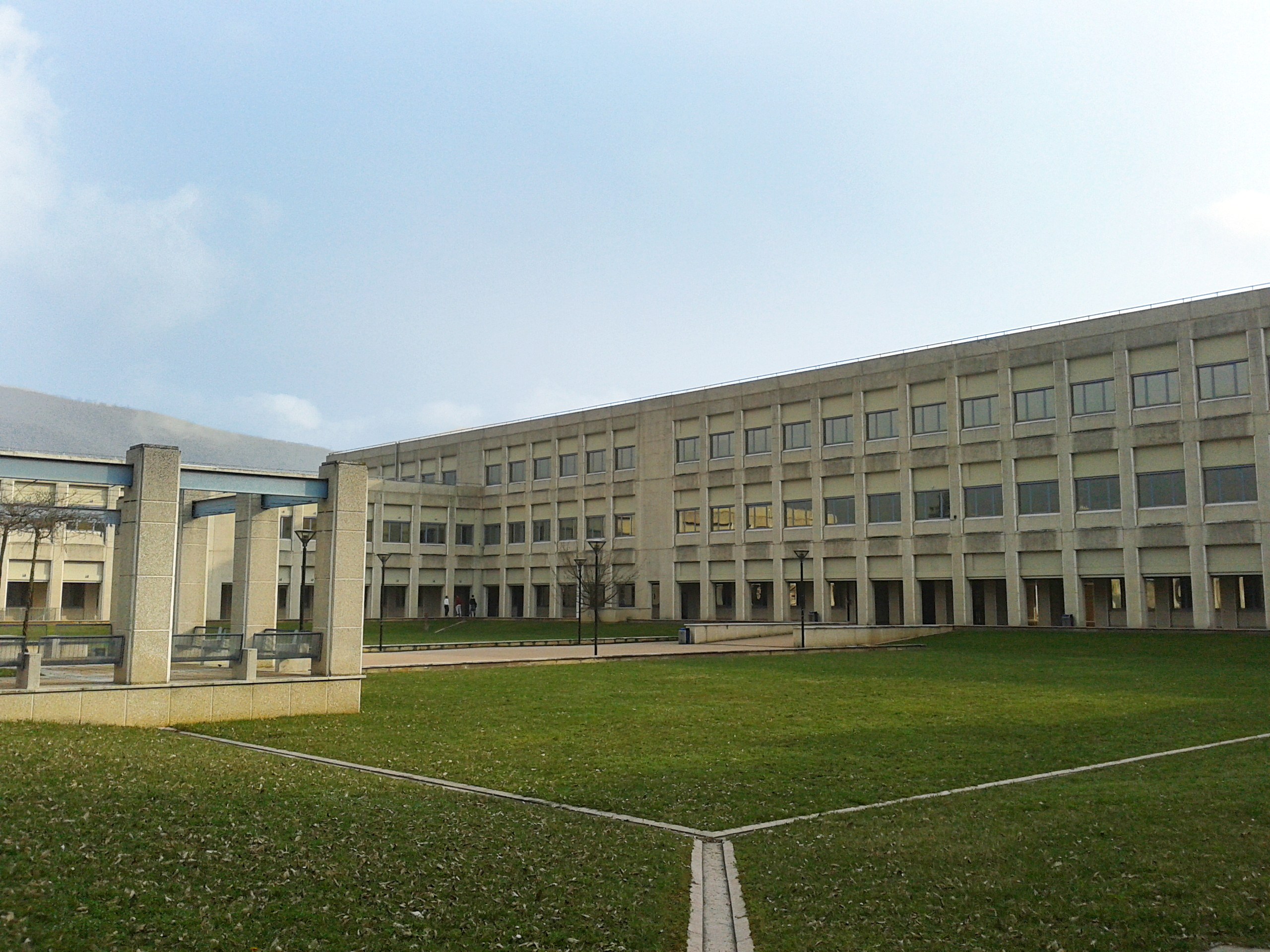
L'edificio principale della facoltà di ingegneria.
Palazzo Bettoni Cazzago.